# 小松純也
小松 純也（こまつ じゅんや、1967年2月22日 - ）は、日本のテレビプロデューサー、演出家、劇作家。
フジテレビジョン（以下フジテレビと略）編成制作局バラエティー制作センター部長を経て、フジテレビ社員のまま出向で共同テレビジョン（共テレ）へ異動、同社第2制作部長・プロデューサーとなる。
2019年3月31日にフジテレビを退社し、株式会社スチールヘッド代表取締役。
兄は中国文学者小松謙。

## 来歴・人物
兵庫県西宮市出身。大阪星光学院卒業後、京都大学文学部に進学する。在学中「劇団そとばこまち」に在籍し俳優や放送作家として活動した。
1990年京都大学卒業後、同年フジテレビ入社。TBSに入社した植田博樹と合田隆信は京都大学の同期である。入社後は第二制作部・佐藤義和班に所属していた。
タモリ、明石家さんま、ダウンタウン、SMAP、笑福亭鶴瓶、ウッチャンナンチャン他大物タレントとの関係が深く、演出を担当することが多い。
フジテレビのマスコットキャラクター「ラフくん」を制作。
2005年7月からバラエティ制作センターから編成部に異動。バラエティ最後の仕事として「FNS ALL-STARS あっつい25時間テレビやっぱ楽しくなければテレビじゃないもん!」の総合演出を担当した。
2009年6月、編成部からバラエティ制作センターに再び異動し企画統括担当部長などを務めた。
2012年6月28日付でスカパーJSATへ出向し、編成部主幹。2014年6月27日付で復社し、編成制作局バラエティー制作センター部長に就任した。
2015年から共同テレビに出向、第2制作部長の立場ながら制作現場に復帰。この当時、社籍はフジテレビのまま、NHKやTBSテレビなど他局でレギュラー番組を複数企画・制作。Amazonプライム・ビデオなど配信メディアでもシリーズ番組を制作していた。
2019年3月31日にフジテレビを退社。株式会社スチールヘッドを設立、代表取締役に就任。以降も共同テレビ出向時代から携わっていた番組のプロデュースを引き続き務めている。
コント番組を多くヒットさせた実績から「90年代のテレビコントとは小松純也の世界である」（戸部田誠） と評されるが、他ジャンルの番組を多く企画・演出。
フジテレビ入社後も劇団そとばこまちやキューブプロデュース公演を中心に劇作家・舞台演出家として断続的に活動している。

## 担当番組
プロデューサー
- 人生最高レストラン（TBS チーフプロデューサー）
- チコちゃんに叱られる!（NHK総合　企画・プロデューサー）
- 漁港の肉子ちゃん（映画）
- Jimmy〜アホみたいなホンマの話〜（Netflix）
- 岡村・亮・原西の日本爆釣り!!原西フィッシング倶楽部（BSフジ）
- 巨大魚 春・夏・冬の陣（BSフジ）

演出
- HITOSHI MATSUMOTO presents ドキュメンタル（Amazonプライム・ビデオ 総合演出）
- HITOSHI MATSUMOTO presents FREEZE（Amazonプライム・ビデオ 総合演出）
- BAEBAE美術館（NHK総合　総合演出）
- 生中継スペシャル！ニッポン「今」つないでみたら（NHK総合）

企画・監修
- キングオブコントの会（TBS 監修）
- CHEF-1グランプリ（朝日放送テレビ 総合監修）

## 過去に担当していた番組
ディレクター・演出
- ダウンタウンのごっつええ感じ（初期AD→中期以降ディレクター）
  - 一人ごっつ（演出）
  - 松ごっつ（演出）
- 笑う犬の生活（演出）
  - 笑う犬の冒険（演出）
  - 笑う子犬の生活→笑う子犬の生活R→笑う子犬の生活ALIVE（演出）
- SMAP×SMAP（ディレクター→2代目プロデューサー）
  - TV's HIGH（演出）
  - サタスマ「少年頭脳カトリ」（演出）
  - さんタク（プロデューサー・演出→演出→編成）
- 森田一義アワー 笑っていいとも!（ディレクター→PD）
- 平成日本のよふけ（演出・プロデューサー）
  - ミライ（演出・プロデュース）
  - 鶴瓶漂流記（演出）
  - FNS ALL-STARS あっつい25時間テレビやっぱ楽しくなければテレビじゃないもん!（総合演出）
- 上海ルーキーSHOW（演出）
- お台場明石城NOMAD（プロデューサー&演出→編成）
- ザッツお台場エンターテイメント!（第2夜「ダウンタウンの今夜は150分アニメデモミー賞」演出）
- 27時間テレビ（2001年・2005年総合演出・2009年本部プロデューサー、さんま・中居の今夜も眠れない」毎年演出）
- 初詣!爆笑ヒットパレード（ディレクター→総合演出→編成）
- カスペ!「ニッポン列島緊急特番ザふるさとランキング格付けスペシャル」（総合演出→編成）
- WOWOW開局30周年2DAYS　本気でエンタメ愛スペシャル（WOWOW 総合演出）
- 工藤静香のFish ON! (BSフジ）
- 木村さ～～んHIGH（GYAO）
- 5夜連続生放送　春よ、来い!（NHK総合）

プロデューサー
- チョナン・カン（2代目プロデューサー）
- 爆笑そっくりものまね紅白歌合戦スペシャル（チーフプロデューサー（2009年9月29日 - 2010年4月） → 制作統括（2010年10月3日 - ））
- お笑い芸人王座決定戦スペシャル
  - お笑い芸人歌がうまい王座決定戦スペシャル（チーフプロデューサー（2010年2月9日 - ））
  - お笑い芸人どっきり王座決定戦スペシャル（チーフプロデューサー（2009年12月4日 - ））
  - お笑い芸人親子で漫才王座決定戦スペシャル（チーフプロデューサー（2010年6月11日 - ））
- オールスター芸能人歌がうまい王座決定戦スペシャル（チーフプロデューサー（2009年10月30日） → 制作統括（2010年10月29日 - ））
- ごきげんよう（プロデューサー（2009年8月31日 - 2010年7月23日））
- フジ算（チーフプロデューサー）
- あっぱれ!!さんま新教授（プロデューサー（2009年8月2日 - 9月27日））
  - 明石家サンタの史上最大のクリスマスプレゼントショー（プロデューサー（2009年のみ））
  - さんまの笑顔映像グランプリ（チーフプロデューサー（2009年12月25日））
- BAZOOKA!!!（BSスカパー!、チーフプロデューサー）
- 芸能界特技王決定戦 TEPPEN（チーフプロデューサー）
- ココロ動く!TV（エグゼクティブプロデューサー）
- NHKだめ自慢（NHK杯 輝け!全日本大失敗選手権大会）（NHK総合)
- BSデジタル20周年BS5局共同制作特番 鶴瓶&安住の放送局漫遊記　（チーフプロデューサー）
- BS5局共同制作特番　バナナマンの「BSは」ササルTVズブズブスペシャル！（チーフプロデューサー）

企画・編成・監修・制作
- IPPONグランプリ（企画）
- トリビアの泉 〜素晴らしきムダ知識〜（監修）
- ザ・ベストハウス123（企画・編成）
- ホンマでっか!?TV（監修）
- 爆笑 大日本アカン警察（企画）
- エチカの鏡〜ココロにキクTV〜（編成
- わかるテレビ（企画・編成→企画・プロデューサー）
- ナダールの穴（企画統括）
- 武器はテレビ。SMAP×FNS27時間テレビ（制作）
- 世界バラエティ選手権（企画担当）
- 知的1級河川 バカの河（企画）
- 新春 鶴瓶大新年会（制作→アドバイザー）
- 日清食品 THE MANZAI（制作）
- モノクラ〜ベ（BSスカパー! 企画）
- 戦闘車（Amazonプライム・ビデオ 演出監修）
- 平気なの?って聞くTV（MBS 監修）
- 会うもの全てを笑わせる！Everytime芸人（DMM TV 企画）[4]

その他
- 週刊テレビ広辞苑（よみうりテレビ、作家）
- もしもツアーズ

## 音楽
- はっぱ隊「YATTA!」（作詞）
- エキセントリック少年ボウイオールスターズ「テーマ・エレジー」（作詞）
- WESTEND×YUKI「SOYANA」（作詞）
- ロケットマン『フライング・ロケットマン』（スーパーバイザー）

## ゲーム
- 笑う犬GB（カプコン、ゲームボーイアドバンス用ソフト）監修

## 舞台
- 冬の絵空 そとばこまちプロデュース公演、作・演出・出演（近鉄劇場、本多劇場、中座、世田谷パブリックシアターなど数度再演）
  - 2008年12月にキューブ制作・劇作家鈴木勝秀の演出（台本制作も担当）で、サンケイホールブリーゼの杮落し公演として再演された。出演は藤木直人・生瀬勝久（劇団そとばこまち元座長）など。
- A HORROR SHOW ZIZZY（「劇団そとばこまち」公演、作・出演。京都府民ホールALTI・Aiホール杮落し公演。
- CONCRETE　CONCRETE（花の万博 メインステージ、作）
- おまえを殺しちゃうかもしれない（「劇団そとばこまち」公演、作）
- 鶴瓶のらくだ(歌舞伎座、南座、金比羅金丸座ほか 構成、演出)
- ボクの妻と結婚してください。（脚本、演出　銀河劇場）
- 火花　(紀伊国屋ホール　松下ＩＭＰホール　脚本、演出）
- 吉本興業110周年特別公演「伝説の一日」さんまの駐在さん（なんばグランド花月　演出）

## 受賞歴
- ギャラクシー賞（「笑う犬の生活」）
- 放送文化基金賞（「IPPONグランプリ」）
- ギャラクシー賞（「チコちゃんに叱られる」）
- ＡＴＰ賞（「チコちゃんに叱られる！」）
- 流行語大賞（「チコちゃんに叱られる！」）
- 文化庁メディア芸術祭　大賞（『チコちゃんに叱られる」）
- 放送文化基金賞　大賞（「チコちゃんに叱られる」）
- デジタルコンテンツオブジイヤー AMD Award大賞/総務大臣賞　（「チコちゃんに叱られる」）
- 放送人グランプリ企画賞（「チコちゃんに叱られる」）
- アジア・テレビジョン・アワード　オリジナルデジタルエンターティンメントプログラム　最優秀賞　（「FREEZE」シーズン２）